# Jarosław Pater
Jarosław Pater (ur. 26 lutego 1965 w Brzezinach) – polski duchowny rzymskokatolicki, doktor teologii, rektor Wyższego Seminarium Duchownego w Łodzi w latach 2015–2018, proboszcz parafii Najświętszego Serca Jezusowego i św. Małgorzaty Marii Alacoque w Łodzi od 2018.

## Życiorys
Urodził się 26 lutego 1965 w Brzezinach. W 1984 ukończył III Liceum Ogólnokształcącym w Łodzi.
W 1984 rozpoczął studia w Wyższym Seminarium Duchownym w Łodzi. Święceń prezbiteratu przyjął 9 czerwca 1990. W latach 1990–1992 pracował jako wikariusz w parafii Wniebowzięcia NMP w Rogowie. W 1992 rozpoczął studia specjalistyczne w zakresie teologii pastoralnej w Katolickim Uniwersytecie Lubelskim. W 1998 kończąc studia w zakresie teologii pastoralnej na Katolickim Uniwersytecie Lubelskim uzyskał stopień naukowy doktora nauk teologicznych. W latach 1998–2004 pracował jako wikariusz w parafii Matki Boskiej Zwycięskiej w Łodzi. W 2008 został ogłoszony kanonikiem honorowym Archikatedralnej Kapituły Łódzkiej, zaś w 2012 kapelanem Jego Świątobliwości.
22 czerwca 2015 został mianowany przez arcybiskupa metropolity łódzkiego Marka Jędraszewskiego na nowego rektora Wyższego Seminarium Duchownego w Łodzi. Urząd rektora objął 1 lipca tego samego roku, zastępując bp. Marka Marczaka, który w kwietniu przyjął sakrę biskupią. 25 czerwca 2018 na stanowisku rektora został zastąpiony przez ks. Sławomira Sosnowskiego, a sam otrzymał nominację na proboszcza parafii Najświętszego Serca Jezusowego i św. Małgorzaty Marii Alacoque w Łodzi.